# Bandera amazig

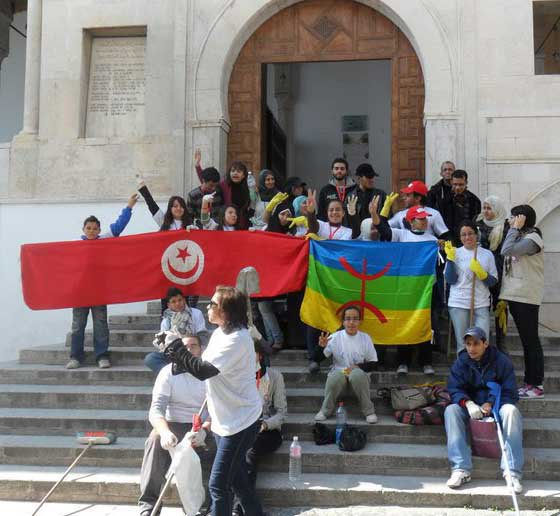
Jóvenes amaziges reivindicando la igualdad de derechos para la cultura amazig en la Constitución de Túnez. Banderas de Túnez (izda.) y amazig (dcha.)

La bandera bereber o amazig (en amazig, ⴰⵏⴰⵢ ⴰⵎⴰⵣⵉⵖ Anay amaziɣ) es la bandera que representa al pueblo bereber. Adoptada en 1997 y usada por manifestantes, activistas y organizaciones culturales y políticas de la corriente amaziguista en nueve países africanos, a saber: Marruecos, Argelia, Túnez, Libia, Mauritania, Malí, Níger, Burkina Faso y Egipto y en las Islas Canarias (España).
Se trata de una bandera tricolor, azul, verde y amarilla, de bandas horizontales. En el centro, una letra tifinag, la ⵣ (yaz o ezza).

## Historia
En la década de 1970, la Academia bereber (Agraw Imazighen) propuso la primera bandera bereber. En 1997, el Congreso Mundial Amazig hizo oficial la bandera en Tafira, Las Palmas de Gran Canaria (España), que antiguamente estaban habitadas por los aborígenes canarios.
La bandera fue inaugurada en Wadía, una ciudad de Cabilia situada en la provincia de Tizi Wezzu, en Argelia, por Youcef Medkour.

## Descripción
Cada color corresponde a un ecorregión de la Tamazgha, el territorio habitado por bereberes en el norte de África:
Se trata de una bandera tricolor, azul, verde y amarilla, de bandas horizontales. El amarillo representa la arena, el verde representa el reflejo de las montañas en el mar y el azul representa el cielo. En el centro, una letra tifinag, la ⵣ (yaz).
- El azul representa el cielo.[7]
- El verde representa el reflejo de las montañas en el mar.[7]
- El amarillo representa la arena del mar.[7]

El yaz (ⵣ) simboliza el «hombre libre», que es el significado de la palabra bereber «amazig», el endónimo de los bereberes.